# Jemelle
Jemelle (en wallon Djimele) est une section et un village de la ville belge de Rochefort situés en Région wallonne dans la province de Namur.
C'était une commune à part entière, avant la fusion des communes de 1977.

## Évolution démographique
- Source: DGS, 1831 à 1970=recensements population, 1976= habitants au 31 décembre

## Patrimoine et culture

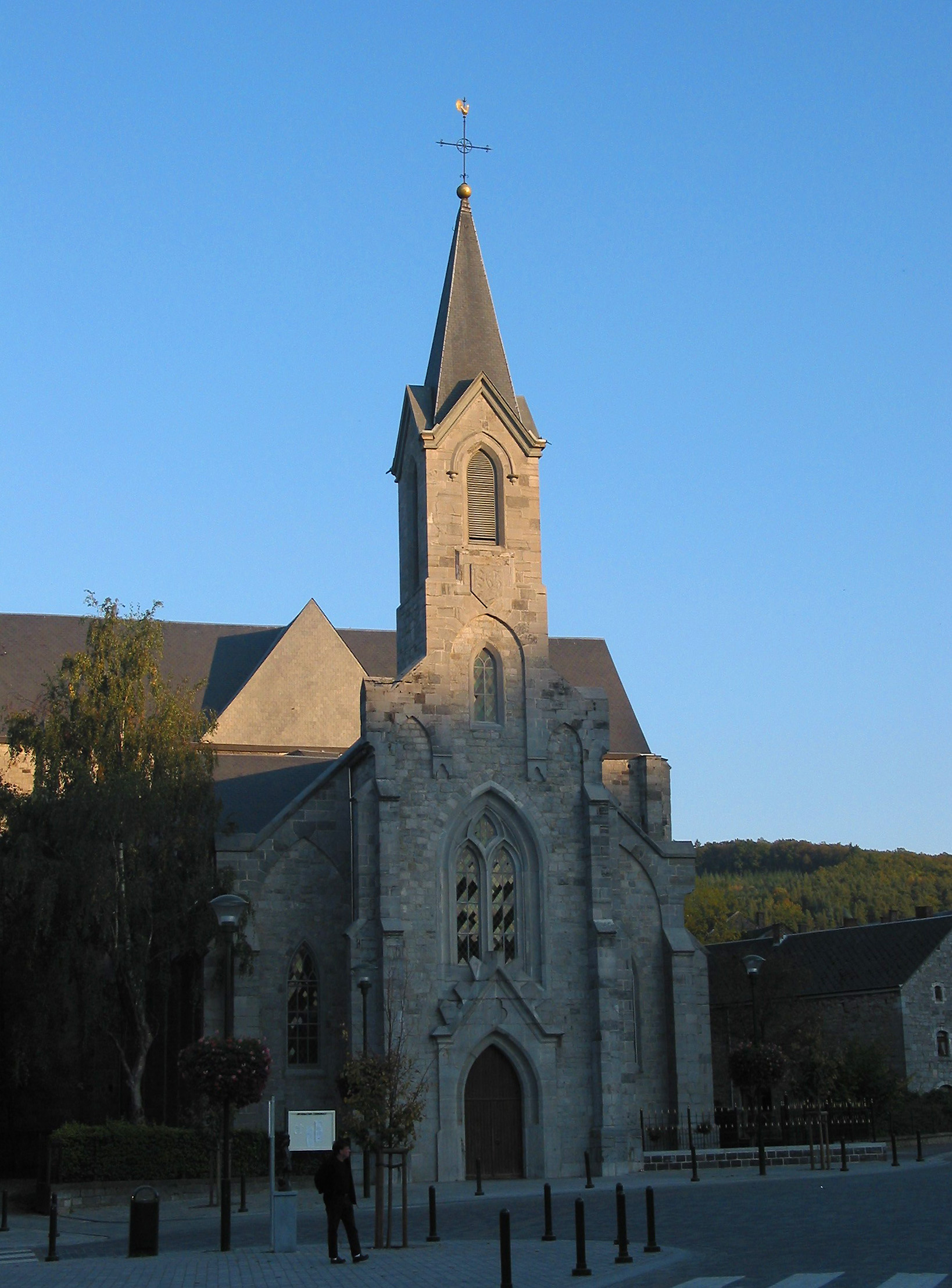
L'église Sainte-Marguerite d'Antioche (1865-1868).

Site archéologique de Malagne (archéoparc de Rochefort).

## Éducation
Jemelle abrite plusieurs établissements scolaires, de la maternelle au secondaire, et jusqu'en avril 2006 comptait également l'implémentation de la section informatique de la Haute-École Robert Schuman, déplacée sur le site de Libramont.

## Économie
- Carrière Lhoist
- Gare de Rochefort-Jemelle